# Petrogale brachyotis
Espèce
Répartition géographique
Statut de conservation UICN

 LC  : Préoccupation mineure
Le pétrogale à oreilles courtes (Petrogale brachyotis) une espèce de pétrogale trouvée dans le Nord de l'Australie. Il est encore très mal connu.

## Description
Il mesure 55 cm de haut et sa queue fait 50 cm. La tête est pointue, les yeux grands, noirs, les oreilles sont petites pour un wallaby. Son pelage dorsal est gris avec une bande brun foncé partant du sommet de la tête jusqu'aux épaules. Le ventre est blanchâtre. L'extrémité de la queue est touffue et foncée. La fourrure est parsemée de tâches argentées. Les pattes arrière sont larges et munies de coussinets ce qui lui permet de se déplacer facilement dans les rochers.

## Répartition
On le trouve dans la région de Kimberley au Nord de l'Australie occidentale, en terre d'Arnhem et à l'Est du golfe de Carpentarie, à la frontière du Territoire du Nord et du Queensland

## Habitat
Il vit dans les rochers, les éboulis et les falaises dans des zones de prairies sèches.

## Alimentation
Il se nourrit d'herbe qu'il broute.

## Mode de vie
Il vit en petits groupes et est plutôt nocturne se nourrissant surtout au lever et au coucher du soleil. Il est plutôt craintif.

## Reproduction
La reproduction est continue dès que la femelle est en âge de se reproduire.

## Galerie

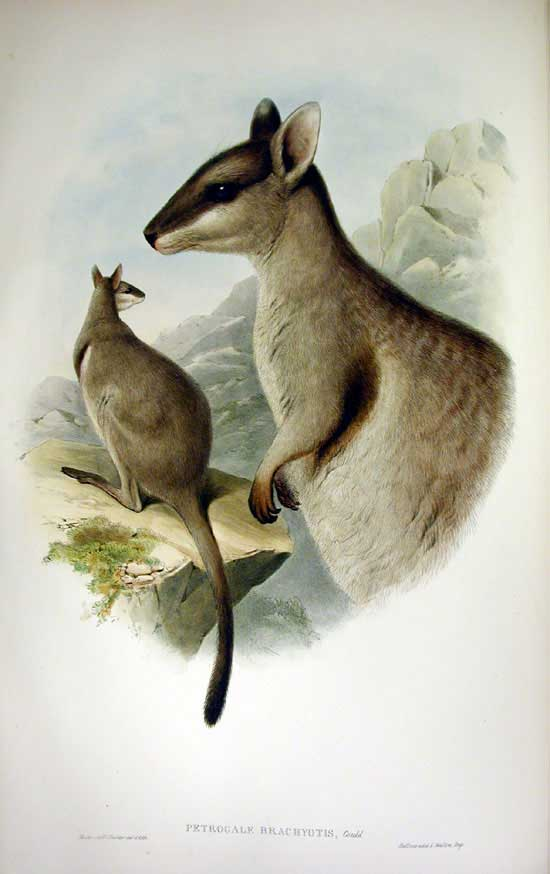
Planche zoologique de J. Gould.
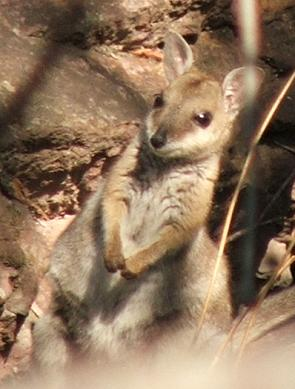